# 1912 w nauce

## Urodzili się
- 19 stycznia – Leonid W. Kantorowicz, rosyjski matematyk i ekonomista, laureat Nagrody Nobla (zm. 1986)
- 21 stycznia - Konrad Bloch, amerykański biochemik (zm. 2000)

## Nauki przyrodnicze i ścisłe

### Chemia
- opublikowanie reakcji Maillarda oraz reakcji Mannicha

### Matematyka
- sformułowanie i udowodnienie twierdzenia Brouwera o zachowaniu otwartości

## Nagrody Nobla
- Fizyka - Nils Gustaf Dalén
- Chemia - nie przyznano
- Medycyna - Alexis Carrel